# Communauté rurale de Thiakhar
 (février 2023).
La communauté rurale de Thiakhar est une communauté rurale du Sénégal située au centre-ouest du pays. 
Elle fait partie de l'arrondissement de Ngoye, du département de Bambey et de la région de Diourbel.
Lors du dernier recensement, la CR comptait 22 217 personnes et 2 116 ménages.